# Schutterij

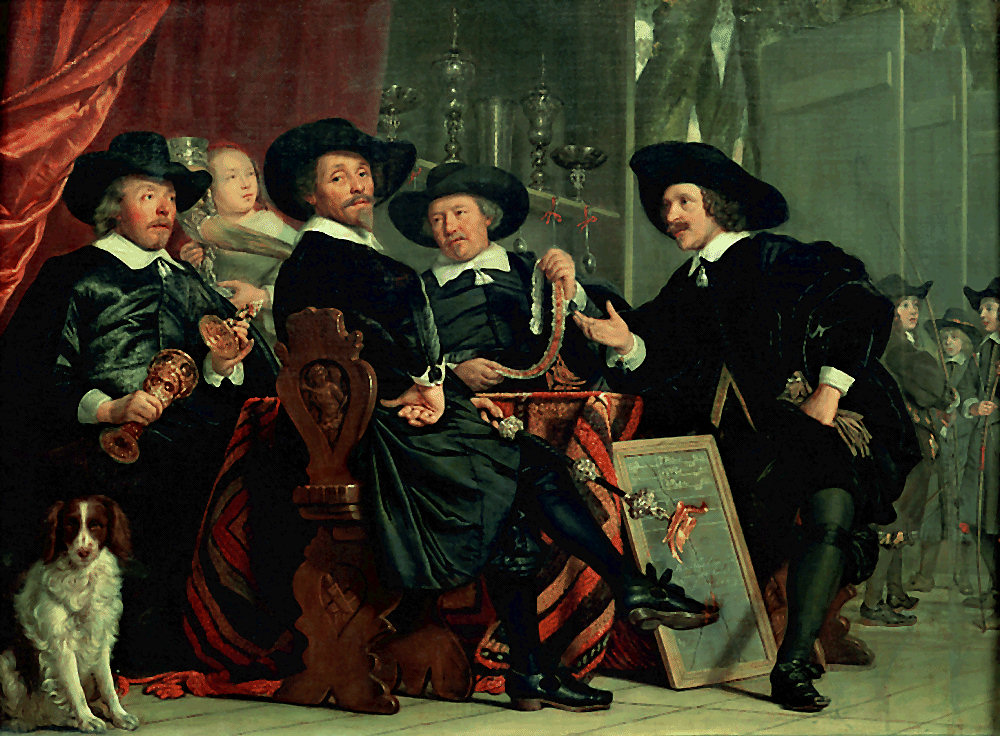
La milizia degli arcieri nel 1653, quadro di Bartholomeus Van der Helst

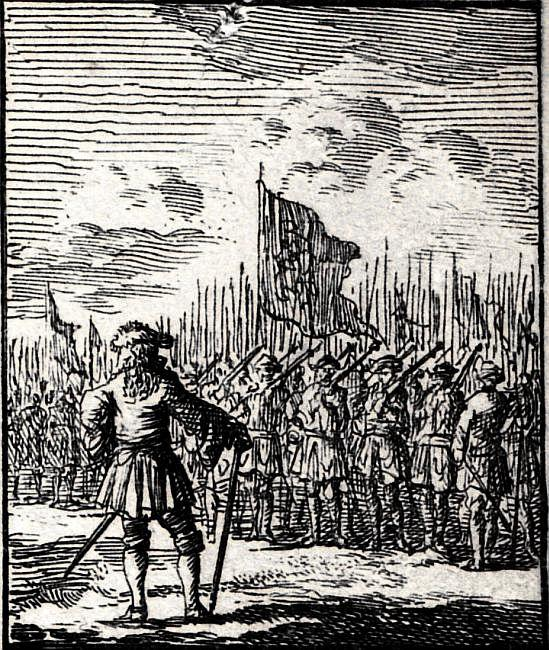
La schutterij dell'Aia, incisione di Romeyn de Hooghe, circa 1700

Schutterij (plurale: schutterijen), letteralmente "sparatori", era una guardia civica, o milizia borghese, istituita nei Paesi Bassi durante il Medioevo allo scopo di proteggere la città in caso di attacco nemico e per mantenere l'ordine pubblico in caso di rivolta o incendio. Il loro centro di addestramento di solito era un luogo aperto all'interno della città, vicino alle mura cittadine. I gruppi di schutter erano suddivisi per quartiere e in base alle armi usate: arco, balestra o moschetto. Nell'insieme costituivano una corporazione, la schuttersgilde, o gilda delle schutterijen. Oggi schuttersgilde è un termine che indica i club di tiro e la squadra olimpica olandese di tiro con fucile.

## Funzioni deglischutter
La schutterij operava come supporto del governo locale ed erano le autorità cittadine a nominarne gli ufficiali. Gli ufficiali erano ricchi cittadini appartenenti alla Chiesa riformata. Il capitano non sempre era originario del quartiere e il sottufficiale spesso era un giovane ricco e scapolo (spesso riconoscibile, nei ritratti di gruppo delle schutterijen, dai vestiti particolarmente eleganti e dalla bandiera che porta). 

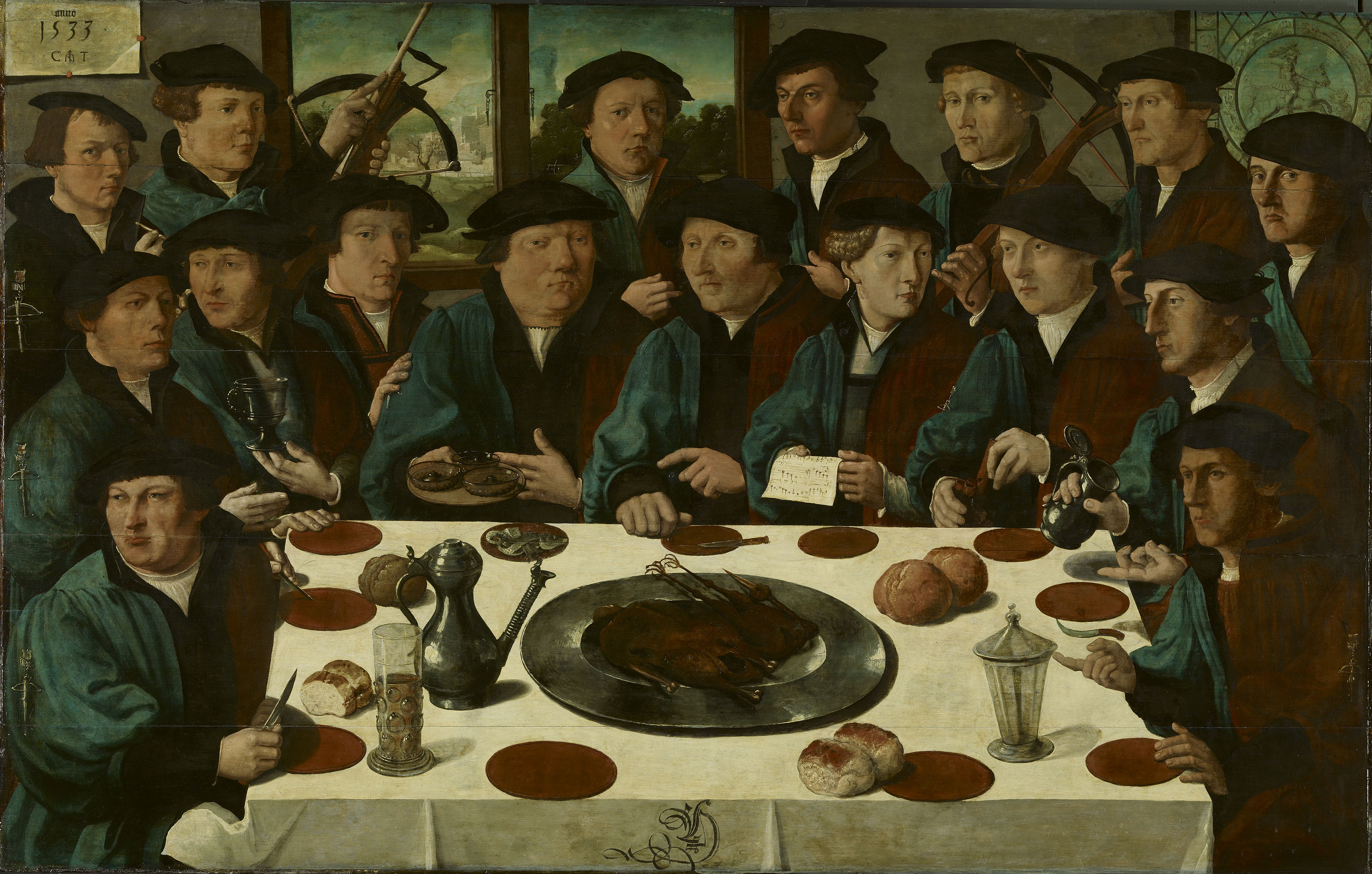
Cornelis Anthonisz: prenzo della milizia dei balestrieri di Amsterdam (1533)

Di solito, essere un ufficiale della schutterij per un paio di anni era necessario per ottenere altre cariche importanti nel consiglio cittadino. I membri dovevano provvedere a comprarsi l'equipaggiamento: un'arma e un'uniforme. Ogni notte una coppia di uomini faceva la guardia in due turni, dalle venti alle due e dalle due alle sei, chiudendo e aprendo le porte della città. Ogni mese gli schutter marciavano in parata sotto il comando di un ufficiale. Una volta l'anno organizzavano un banchetto a base di birra e manzo arrosto. Un pittore locale veniva invitato per ritrarre e immortalare la scena.
Di solito per ogni cento abitanti tre appartenevano alla schutterij. Nel XVI, XVII e XVIII secolo i mennoniti olandesi furono esclusi dal servizio nella schutterij e invece di prestare il servizio pagavano una tassa doppia. I cattolici potevano entrare nelle schutterijen solo in alcune regioni. Le persone che erano al servizio della città (come il pastore, i medici, l'insegnante, il sagrestano, i portatori di birra, i portatori di torba) e gli ebrei della città non dovevano prestare il servizio. I portatori di birra e di torba dovevano servire come pompieri.

## Leschutterijenoggi

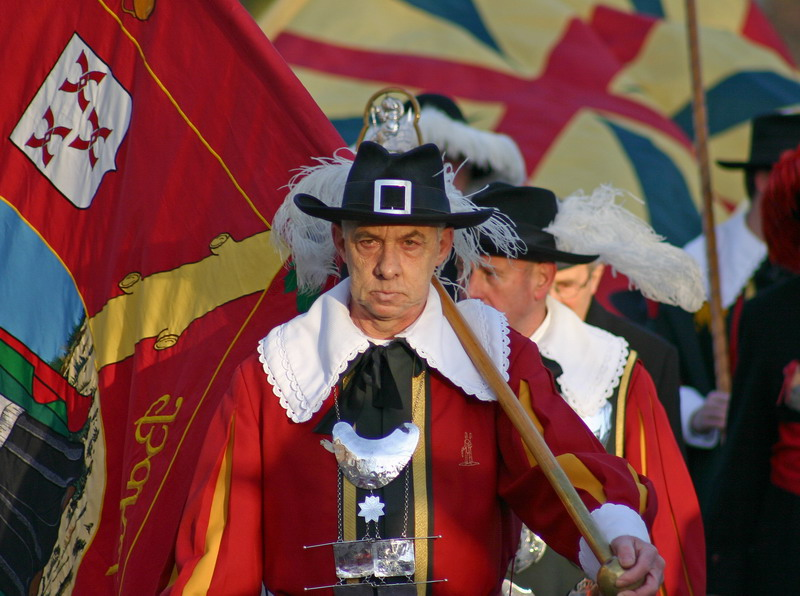
Schuttersgilde a Bakel, Brabante Settentrionale, Paesi Bassi

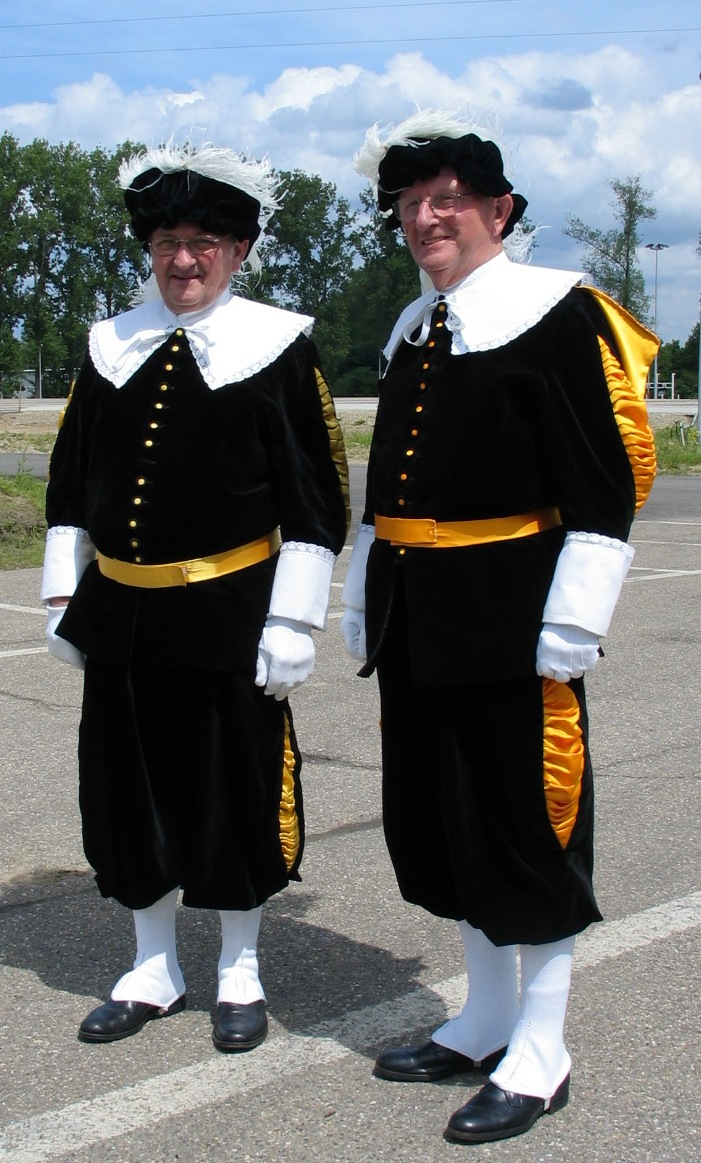
Membri della schutterij "Sint-Sebastiaan" di Sint-Huibrechts-Lille (21 maggio 2005)

Oggi esistono ancora delle schutterijen, ma hanno solo una funzione folcloristica. Esse sono molto attive in Belgio e in due regioni dei Paesi Bassi, Limburgo e Brabante Settentrionale. Più volte l'anno le schutterijen fanno un corteo e praticano il tiro con fucile (diverse specialità di tiro a seconda della regione).

## Schuttersstuk(Ritratto di gruppo dellaschutterij)
Appena possibile una schutterij si faceva immortalare in un ritratto di gruppo. Un esempio famoso di schuttersstuk è La ronda di notte dipinta da Rembrandt.

La ronda di notte - Rembrandt Harmenszoon Van Rijn

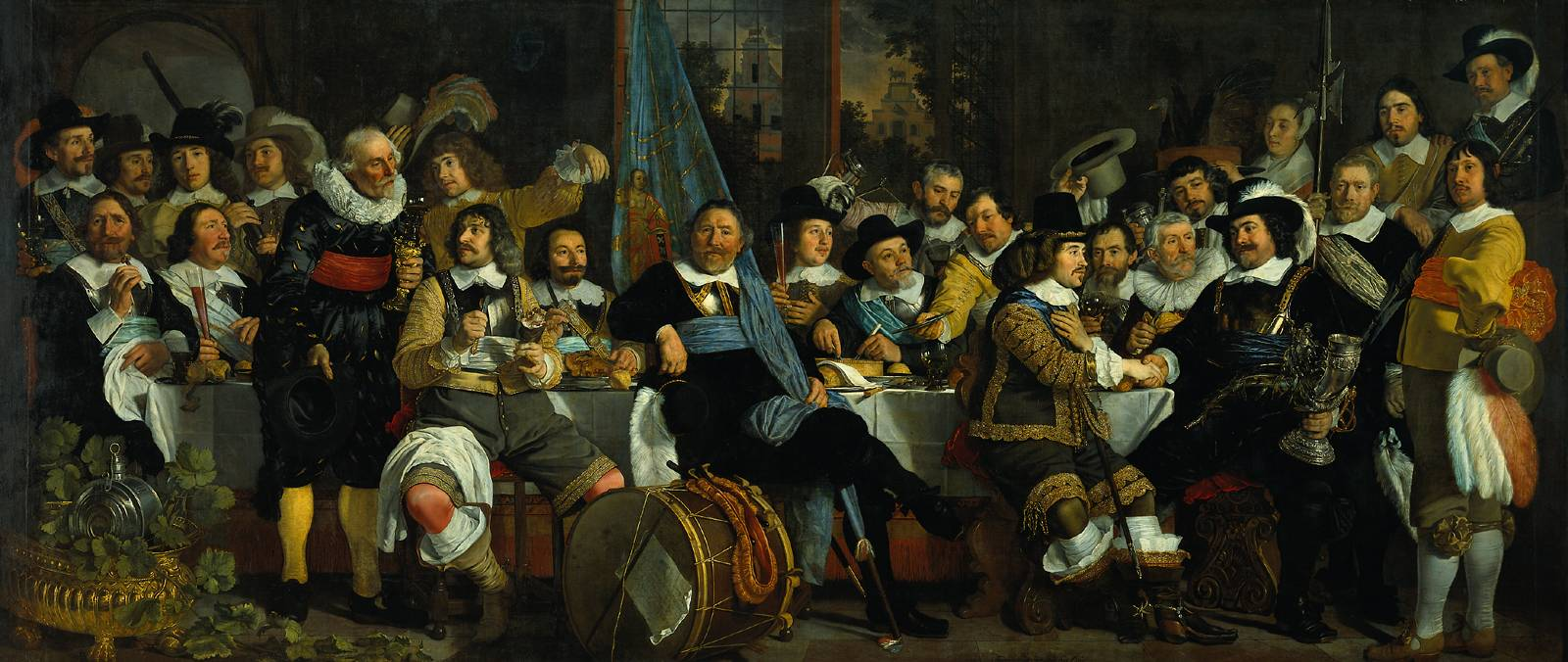
Banchetto della guardia civica di Amsterdam per la celebrazione della Pace di Vestfalia (1648), quadro di Bartholomeus Van der Helst.